# 李毅之

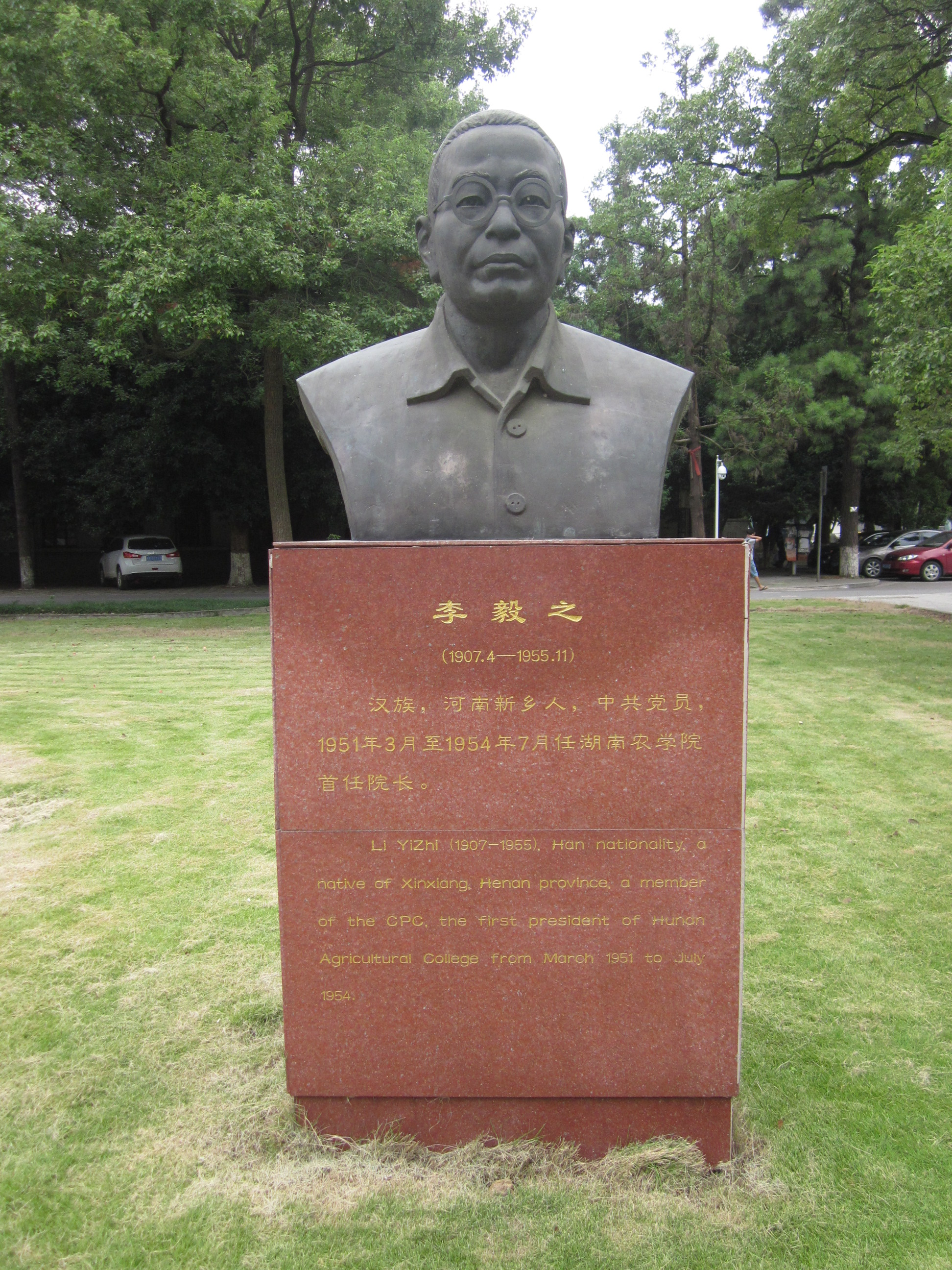
湖南农业大学校园里的李毅之半身雕像。

李毅之（1907年4月—1955年11月），河南新乡人，中共党员，1930年考入北京大学，后投笔从戎参加抗日，曾任平汉抗日游击支队司令，太行五专署专员。1949年后，历任中共湖南省委委员、湖南省农林厅副厅长、湖南省农林办主任等职。1951年3月至1954年7月任湖南农学院首任院长，他是湖南农学院的主要创建人。